# Familier i Harry Potter
Her følger en samlet oversigt med biografier over de mest fremtrædende familier i Harry Potter-bøgerne skrevet af J.K. Rowling. 

## Familien Black
Familien Black er en meget gammel fuldblods-troldmandsfamilie. Familien har igennem mange år haft deres hjem på Grumsted Plads nr. 12. I kampene mod Voldemort optræder der medlemmer fra Black-familien på begge sider.

### Sirius Black
Sirius Orion Black d. 3. var Harry Potters gudfar og bedste ven med Harrys far, James. Han var søn af Orion Black og Walburga Black. Han havde en lillebror ved navn Regulus Arcturus Black. Det er almindelig kendt, at Regulus blev dræbt af Dødsgardisterne i en ung alder, og i Dødsregalierne finder man ud af hvorfor. Sirius hadede sine forældre sin bror, da forældrene forkælede broderen og ikke Sirius, fordi Sirius ikke støttede forældrenes holdning om fuldblodsmagikernes overlegenhed. Forældrene mente, at alle ikke-fuldblodsmagikere og Mugglere skulle udryddes. Sirius havde tre kusiner: Bellatrix Lestrange, som er mor til Delfini, Narcissa Malfoy, som er mor til Draco Malfoy samt Andromeda Tonks, som er mor til Nymphadora Tonks. Hans stamtræ hænger sammen med Weasley-, Potter-, Longbottom-, Malfoy-, Tonks-, Johnson-, Abbott-, Slytherin-, Crabbe-, MacMillan-, Meliflua-, Burke-, Blishwick-, Bulstrode-, Ferm-, Flint-, Gamp-, Lestrange-, Prewett-, -, Barsk-, Gåde-, Peverell-, Lupus-, Greengrass-, Rosier-, Yaxley-, Hitchens- og Max-familierne.
Da Sirius startede på Hogwarts, blev han placeret på kollegiet Gryffindor som den eneste Black nogensinde. Alle andre Black-medlemmer var blevet placeret på Slytherin. Han blev hurtigt bedste venner med James Potter. Sirius Black, James Potter, Remus Lupus og Peter Pettigrew tilbragte meget tid på Hogwarts med at mobbe Severus Snape og spille Quidditch. De tre af drengene var Animagusser, hvilket de formåede at holde skjult for Ministeriet for Magi. Sirius kunne forvandle sig til en sort hund, James til en kronhjort og Peter til en rotte. De brugte deres evner, fordi den fjerde dreng i gruppen, Remus, var blevet bidt af varulven og Dødsgardisten Fenris Gråryg, således kunne de holde Remus med selskab og beskytte ham, når han ved fuldmåne måtte forvandle sig til en varulv.
Sirius er en af de fire skabere af Røverkortet og er underskrevet som Køter.
Efter skolen holdt Sirius kontakt med de andre. De blev alle medlemmer i Fønixordenen. Sirius var forlover ved James Potter og Lily Evans' bryllup, ligesom han senere blev gudfar til Harry. Oprindeligt skulle Sirius være Hemmelighedsvogter ved Lilly Evans og James Potters Fideliusbesværgelse over deres hus, men han fik i sidste øjeblik overtalt James Potter til at lade Peter Pettigrew være Hemmelighedsvogter i stedet. Han regnede ikke med, at Voldemort ville tro, at en "svag og talentløs magiker" som Ormehale ville få tildelt en sådan opgave. Da Sirius opdagede, at Ormehale var en forræder, jagtede han ham, men Peter skar sin finger af ved gerningstedet og forvandlede sig til en rotte, så alle troede, at han var død, idet hans evner som Animagus stadig var ukendte. Alle troede derfor, at det var Sirius, der var forræderen, og han blev derfor sendt til Azkaban, da man troede, at han havde dræbt Peter Pettigrew og 12 Mugglere.
I professor Trelawneys tekrus ser Harry igen Sirius (som Køter), og den bliver nævnt som Den Grumme.
Sirius nævnes første gang i De Vises Sten, da Rubeus Hagrid ankommer til Ligustervænget flyvende på en motorcykel for at aflevere den spæde Harry til Albus Dumbledore nævnes det kort, at han har lånt motorcyklen af Sirius.
I Fangen fra Azkaban bryder Sirius ud fra troldmandsfængslet Azkaban. Harry ser ham første gang i skikkelse af den store sorte hund, da han flygter fra familien Dursley. Sirius gemmer sig i Det Hylende Hus i Hogsmeade nær Hogwarts. Her ser Harry, Ron Weasley og Hermione Granger Sirius i sin menneske-skikkelse.
I Flammernes Pokal gemmer Sirius sig i en hule i et bjerg et stykke uden for Hogsmeade. Her holder han til sammen med Stormvind. Han sniger sig ind i byen i sin Animagus-skikkelse. Sirius holder også kontakten med Harry gennem ilden i pejsen på Grumsted Plads nummer 12 og Gryffindor-tårnet.
I Fønixordenen på Hogwartsekspressen spekulerer Ordkløveren, at Sirius Black i virkeligheden kunne være Stumpe Brætmand og er medlem i et rockband. I virkeligheden er Sirius på Grumsted Plads, hvor han er med til at genopstarte Fønixordenen. Sirius holder stadig kontakten ved hjælp af ilden i pejsene. Sirius har sagt til Harry, at de skal kalde ham Snuffy når de står i fuldt påhør af andre. Sirius er med i kampen i Mysteriedepartementet og kæmper mod sin kusine Bellatrix Lestrange og Lucius Malfoy. Sirius afvæbner Lucius Malfoy, men Bellatrix rammer ham med en besværgelse, der kaster ham bagud og ind gennem en stenbue, der er en indgang til Dødsriget, hvorved han dræbes. I bogen og spillet er det en Lammer, der kaster ham tilbage, men i filmen er det Avada Kedavra, der dræber ham med det samme. 
Sirius optræder sidste gang i Harry Potter og Dødsregalierne, da Harry - med genopstandelsesstenen i hånden - ser ham, James, Lily og Remus, som de hjælper Harry med at gå ind i Den Forbudte Skov for at ofre sit liv til Voldemort.
I filmene bliver Sirius Black spillet af Gary Oldman.

### Bellatrix Lestrange
Bellatrix Rodolphus Black Lestrange er fuldblods heks og gift med Rodolphus Lestrange. Hun fik barnet Delfini Bellatrix sammen med Lord Voldemort inden Slaget om Hogwarts. Dette afsløres i Harry Potter og det forbandede barn. Bellatrix er Sirius Blacks kusine, og søster til Narcissa Malfoy og Andromeda Tonks.
Bellatrix tilhørte Slytherin-kollegiet, da hun gik på Hogwarts. Inden hun kom i Azkaban, var hendes hår glansfuldt, hendes øjne livlige og drilske og ikke så posede. Nu har hun langt sort hår og mørke øjne med tunge øjenlåg.
Bellatrix er en af Lord Voldemorts mest loyale dødsgardister, og taler undertiden til ham, som om hun er hans elskerinde. Voldemort kalder hende "Bella". Hun blev sendt til Azkaban-fængslet efter at have været med til at torturere Frank og Alice Longbottom, og stak senere af sammen med en del andre dødsgardister. Under Slaget om Hogwarts bliver hun dræbt af Molly Weasley, lige inden hun selv næsten når at dræbe Ginny Weasley med Avada Kedavra-forbandelsen.
I filmene spilles hun af Helena Bonham Carter.

### Regulus Black
Regulus Arcturus Black d. 2. var Sirius' lillebror og søn af Orion og Walburga Black. Selv om Regulus spiller en vigtig rolle for historien optræder han kun af omtale i bøgerne, da han døde inden Harry startede på Hogwarts. Officielt blev han dræbt af Dødsgardister, men Sirius afslører i Fønixordenen at dette ikke er den korrekte version af historien, og i Dødsregalierne fortæller husalfen Kræ en større del af historien.
Modsat Sirius delte Regulus familiens stolthed over deres Fuldblodsstatus, ligesom han fulgte familietraditionen på Hogwarts da han hørte til kollegiet Slytherin. Han spillede Søger på kollegiets Quidditchhold. 
Som 15-årig blev Regulus Dødsgardist; det beskrives at han havde en glødende passion for Voldemorts idéer for troldmændenes verden. Det var således Regulus der tildeltes æren at udlåne sin husalf Kræ til at hjælpe Voldemort med at afprøve beskyttelsen omkring den Horcrux, han placerede i hulen ved havet. Voldemort lod Kræ drikke eliksiren i stentruget – den eliksir, der udsætter offeret for en dødelig tørst. Han efterlod husalfen i hulen for at dø, men da Regulus havde givet husalfen ordre til at vende tilbage til familiens hjem på Grumsted Plads nr. 12 når Voldemort ikke længere havde brug for ham var Kræ i stand til at transferere sig ud af hulen. Regulus fortalte aldrig Voldemort at husalfen overlevede prøvelsen.
Efter tre år som Dødsgardist havde Regulus skiftet mening om sin støtte til Voldemorts sag; den præcise årsag hertil oplyses aldrig. Ikke desto mindre besluttede Regulus sig for at modarbejde Voldemort ved at stjæle og destruere den Horcrux, han kendte til. Med Kræs hjælp genfandt Regulus hulen og fandt sikker vej gennem dens beskyttende besværgelser, men i stedet for, som Voldemort gjorde, at lade Kræ drikke tørst-eliksiren valgte Regulus selv at drikke af stentruget, hvilket førte til hans død. Forinden gav han Kræ ordre til at bytte Horcruxen ud med en kopi, tage originalen med ud af hulen og derefter destruere den. Det dybe forhold, der var mellem Regulus og hans husalf understreges i Dødsregalierne af Kræs overstrømmende taknemmelighed, da Harry forærer ham den medaillon, Regulus brugte til at erstatte den ægte Horcrux; den medaillon, hvor Regulus underskrev sig med R.A.B.

### Walburga Black
Walburga Black var datter af Pollux Black og Irma Crabbe Black, søster til Alphar Black og Cygnus Black d. 3., gift med sin fætter Orion og mor til Sirius Black d. 3. og Regulus Arcturus Black d. 2..
Hun hænger som portræt i forhallen på Grumsted Plads Nr. 12, hver gang nogle laver larm så råber og skriger hun Blodforæddere, Mudderblod, varulve osv..

### Phineas Nigellus Black
Phineas Nigellus Black var søn af Violetta Bulstrode Black og Cygnus Black d. 1., far til Sirius Black den 2., Phineas Black, Belvina Black Burke og Arcturus Black d. 2., bror til Sirius Black d. 1., Isla Black Hitchens og Elladora Black og tip-tip-oldefar til Regulus Arcturus Black d. 2 og Sirius Black d. 3. Han hænger som portræt på Rektor-kontoret på Hogwarts, og i Ron og Harrys soveværelse på Grumsted Plads Nr. 12.

### Mindre fremtrædende Blacks
- Alexia Walkin Black – Søster til Phoebe Black og Eduardus Limette Black. En af de første Blacks.
- Andromeda Black Tonks – Datter af Cygnus Black d. 2. og Druella Rosier Black. Andromeda var mor til Nymphadora Tonks og søster til Narcissa Malfoy og Bellatrix Lestrange. Hendes hår havde en blød brunlig farve, og hendes øjne var meget venlige og livsglade. Af udseende kunne hun forveksles med Bellatrix Lestrange. Hun var beskrevet som en meget kærlig og omsorgsfuld mor. Hun blev udstødt af familien (og brændt af stamtræet), da hun giftede sig med Mugglerfødte Ted Tonks. Svigermor for Remus Lupus og mormor til Teddy Remus Lupus. Hun var Sirius Blacks yndlingskusine.
- Arcturus Black d. 1 – Bror til Cygnus Black d. 1. og Fru. Black Blishwick, gift med Lysandra Yaxley Black og far til Cedrella, Callidora og Charis Black.
- Arcturus Black d. 2 – Søn af Phineas Nigellus Black og Ursula Flint Black, gift med Melania Macmillan Black og far til Lucretia Black Prewett.
- Alphard Black – Søn af Irma Crabbe Black og Pollux Black.
- Belvina Black Burke – Datter af Phineas Nigellus Black og Ursula Flint Black.
- Callidora Black Longbottom – Datter af Arcturus Black d. 2. og Lysandra Yaxley Black og gift med Harfang Longbottom.
- Caractacus Black Burke – Medstifter af Borgin og Burkes.
- Cassiopeia Black – Datter af Cygnus Black d. 1. og Violetta Bulstrode Black.
- Cedrella Black Weasley – Datter af Arcturus Black d. 1, gift med Septimus Weasley.
- Charis Black Ferm – Søn af Arcturus Black d. 1. og Lyssandra Yaxley Black, bror til Callidora og Cedrella, har to døtre og en søn, gift med Caspar Ferm.
- Cygnus Black d. 1. – Bror til Arcturus Black d. 1. og Fru Black Blishwick, gift med Violetta bulstrode black og far til Pollux Black, Cassiopeia Black, Dorea Black Potter og Marius Black.
- Cygnus Black d. 2. – Søn af Pollux Black og Irma Crabbe Black, far til Narcissa Black Malfoy, Andromeda Black Tonks og Bellatrix Rodolphus Black Lestrange og gift med Druella Rosier Black.
- Cygnus Black d. 3. – Søn af Pollux Black og Irma Crabbe Black, bror til Walburga og Alphard Black.
- Dorea Black Potter – Datter af Cygnus Black og Violetta Bulstrode Black, gift med Charlus Potter, mor til James Potter.
- Druella Rosier Black – Gift med Cygnus Black d. 2., mor til Bellatrix Lestrange, Andromeda Tonks og Narcissa Malfoy.
- Eduardus Limette Black – bror til Phoebe Black og Alexia Walkin Black. En af de første Blacks.
- Elladora Black – Tante til Sirius Black d. 3. og Regulus Arcturus Black d. 2.
- Irma Crabbe Black – Tante til Vincent Crabbe, gift med Pollux Black.
- Isla Black Hitchens – Søster til Elladora Black d. 1., Sirius Black d. 1. og Phineas Nigellus Black, datter af Cygnus Black d. 1., gift med Bob Hitchens.
- Lucretia Black Prewett – Datter af Arcturus Black d. 2. og Melania MacMillan Black, gift med Ignatius Prewett og mor til Molly Weasley.
- Lycoris Black – Søn af Sirius Black d. 2 og Hesper Gamp Black.
- Lysandra Yaxley Black – Gift med Arcturus Black d. 1.
- Marius Black – Søn af Cygnus Black d. 1. og Violetta Bulstrode Black.
- Melanie MacMillan Black – Gift med Arcturus Black d. 2., og var farmor til Sirius Black d. 3.
- Narcissa Black Malfoy – Gift med Lucius Malfoy, mor til Draco Malfoy, mormor til Scorpius Malfoy og svigermor til Asteria Greengrass.
- Orion Black var gift med Walburga og havde sønnerne Sirius Black d. 3. og Regulus Arcturus Black d. 2..
- Phoebe Black – Søster til Alexia Walkin Black og Eduardus Limette Black. En af de første Blacks.
- Phineas Black – Søn af Phineas Nigellus Black og Ursula Flint Black.
- Pollux Black – Søn af Cygnus Black d. 1. og Violetta Bulstrode Black, far til Alphard Black, gift med Irma Crabbe Black og onkel til Vincent Crabbe.
- Regulus Arcturus Black den 1. – Søn af Sirius Black d. 2. og Hesper Gamp.
- Sirius Black d. 1. – Bror til Phineas Nigellus Black og Isla Black.
- Sirius Black d. 2. – Søn af Phineas Nigellus Black og Ursula Flint Black. Han giftede sig med Hesper Gamp.
- Ursula Flint Black – Gift med Phineas Nigellus Black
- Violetta Bulstrode Black – Gift med Cygnus Black d. 1. og mor til Pollux Black, Cassiopeia Black, Dorea Potter Black og Marius Black.

## Familien Dursley
Familien Dursley er Harrys mosters familie, der har taget ham i pleje efter hans forældres død. De bor på Ligustervænget 4 i Little Whinging. Gennem alle bøgerne tilbringer Harry sine somre dér, omend modvilligt.

### Dudley Dursley
Dudley Vernon Dursley er den forkælede fætter til Harry. Han er født d. 23. juni 1980. Dudley er en Muggler uden magiske evner; indledningsvist er han en bølle, der har plaget Harry så længe de to har boet under samme tag, men efter Harry opdager sine magiske evner bliver Dudley skræmt af ham og holder sig noget på afstand efterfølgende. I De Vises Sten går han på samme skole som Harry. Dudley er leder af en bande, der har skræmt de andre elever nok til at ingen vil være ven med Harry. Han kommer senere på Vernons gamle kostskole Smeltings, hvor han får vennerne Perry Polkiss, Dennis, Gordon og Malcolm.
I filmene spilles han af Harry Melling.

### Petunia Dursley
Petunia Evans Dursley er Harry Potters moster og søster til Lily Potter. Hun beskrives som mager, blond og med en hals der er dobbelt så lang som almindelige menneskers. Dette bruger hun til at udspionere sine naboer over hækken.
Petunia har sammen med sin mand Vernon Dursley opfostret Harry siden hans forældre døde. Hun er desuden mor til Dudley.
Da Harrys mor Lily Evans, senere Potter, fik sit brev om at hun skulle til Hogwarts blev Petunia misundelig. Forældrene var så stolte af Lily, og da Petunia også gerne ville til Hogwarts skrev hun et brev til Albus Dumbledore hvor hun inderligt bad ham om at optage hende på Hogwarts. Men da hun ingen magiske evner havde, fik hun ikke lov, og lige siden har hun hadet magi.
I filmene spilles Petunia af den irske skuespiller Fiona Shaw.

### Vernon Dursley
Vernon Dursley er onkel til Harry Potter, da han er gift med Harrys moster Petunia Dursley. De har sammen sønnen Dudley, som de forguder. Han bliver beskrevet som en stor, tyk mand, der næsten ikke har nogen hals, men har et kæmpestort overskæg. Han er tydeligvis familien overhoved og er således også den der udstikker størstedelen af de regler som Harry Potter skal følge når han bor hos sin tante og onkel. Herudover er Vernon direktør for en stor virksomhed, kaldet Grunnings, der fremstiller drilbor.
Vernon er muggler og nægter på trods af de magiske ting der sker omkring ham at anerkende at der findes magi. Han og Petunia har således opfostret Harry Potter siden hans forældre døde uden at fortælle han er en troldmænd eller hvorledes hans forældre døde. Dette had til magi, såvel som til Harry Potter fortsætter igennem alle bøgerne, hvor Harry modvilligt bor hos familien Dursley hver sommer.
I filmene spilles han af den nu afdøde engelske skuespiller Richard Griffiths.

### Mindre fremtrædende Dursleys
- Marta Dursley optræder udelukkende i Vernons breve i De Vises Sten.
- Marge Dursley er Vernons søster, og dermed Dudleys tante. Hun opdrætter hunde, og er fortaler for at lade Harrys opdragelse følge samme filosofi.

## Familien Malfoy
Familien Malfoy er en velhavende og meget gammel fuldblods-troldmandsfamilie, der typisk associeres med Huset Slytherin. I kampene mod Voldemort findes flere Malfoys blandt Dødsgardisterne. De har en Herregård et sted i Wiltshire, der en overgang benyttes til Voldemorts hovedkvarter i Dødsregalierne.

### Draco Malfoy
Draco Lucius Malfoy er søn af Lucius og Narcissa Malfoy. Han er Harry Potters ærkerival gennem hele skoletiden på Hogwarts. Mand til Asteria Greengrass og far til Scorpius Malfoy i epilogen.

### Narcissa Malfoy
Narcissa Black Cissy Malfoy er Draco Malfoys mor, Lucius Malfoys kone og Sirius Blacks kusine. Senere bliver hun farmor til Scorpius Hyperion Malfoy og svigermor til Asteria Greengrass. Hun har to søstre; Bellatrix og Andromeda (Nymphadora Tonks' mor). Hun er lyshåret, høj og slank. Hun ville være pæn at se på, hvis ikke det var fordi hendes ansigt er snerpet sammen, som om der lugter rædsomt konstant. Hun har gået på Slytherin, hvor hun efter al sandsynlighed mødte sin mand, Lucius. Selvom hun er på de ondes side, nærer hun stor kærlighed til sin søn. Hun ville dø for ham, hvis det var det, der skulle til. På trods af Narcissa altid var med sin mand til dødsgardistmøderne, var hun ikke dødsgardist. Dette har J.K. Rowling afsløret efter udgivelsen af den sidste bog i serien.

### Lucius Malfoy
Lucius Malfoy er far til Draco Malfoy, Narcissa Malfoys mand og en troldmand. Lucius Malfoy ligner sin søn utrolig meget. Han har det samme blege, kantede ansigt og de samme kolde grå øjne. Han har desuden en vigende hårgrænse. Han går altid med en slangestok. Familien Malfoy er yderst velhavende, hvilket betyder, at Lucius har stor indflydelse i Ministeriet for Magi, fordi han er i stand til at donere mange penge. Han er en af Lord Voldemorts mest loyale tilhængere; han er dødsgardist men kun pga. frygt for Lord Voldemort.
Lucius er etymologisk en anden form af Lucifer, der betyder Djævel.

### Mindre fremtrædende Malfoys
- Scorpius Hyperion Malfoy – Søn af Draco Lucius Malfoy og Asteria Greengrass Malfoy, barnebarn til Narcissa Black Malfoy og Lucius Malfoy og oldebarn til Abraxas Malfoy.
- Asteria Greengrass Malfoy – Søster til Daphne Greengrass, svigerdatter til Narcissa Black Malfoy og Lucius Malfoy, kone til Draco Lucius Malfoy og mor til Scorpius Hyperion Malfoy.
- Abraxas Malfoy – Far til Lucius Malfoy, svigerfar til Narcissa Black Malfoy, bedstefar til Draco Lucius Malfoy og har oldebarnet Scorpius Hyperion Malfoy.
- Brutus Malfoy – En af Lucius Malfoys forfædre.

## Familien Potter
Familien Potter er en familie af fiktive personer i Harry Potter-universet. Den mest notable i familien er Harry Potter selv.

### Harry Potter
Harry James Potter er søn af James og Lily. Han bliver forældreløs da han er lidt over et år gammel, og bliver derfor opdraget hos sin onkel og tante, Vernon og Petunia Dursley. Den nat han bliver 11 år (31. juli) bliver døren sparket op og ind kommer kæmpen Hagrid. Hagrid giver Harry et brev hvor der står at han er en troldmand. Da Harry bliver voksen bliver han gift med Ginny Weasley og de får tre børn sammen to drenge (James Sirius Potter og Albus Severus Potter) og en pige (Lily Luna Potter)

### Lily Potter
Lily Potter (født Evans, 30. januar 1960) var Harrys mor, som døde da Harry var lidt over et år gammel. Hun var født af to Muggler-forældre og havde en søster, Petunia. 
Hun opdagede sine magiske evner en dag, hvor de to søstre sad ved gynge-stativet. Lily hoppede op i luften og fløj et stykke inden hun landede blidt igen, til Petunias forfærdelse. Lily opdagede da en dreng, der præsenterede sig som Severus Snape, i busken. Han fortalte Lily at hun var en heks, om Hogwarts, tryllestave, dementorer osv. På deres første skoledag, i 1971, ser man Lily stå ved Perron 9 3/4 og sige farvel, men Petunia vil ikke tale til hendes slags originaler. På Hogwarts lærte Lily James Potter at kende. Severus og Lily kom på to forskellige kollegier, Severus på Slytherin og Lily på Gryffindor, og deres tidligere venskab opløstes, hjulpet på vej af Severus' tiltagende fjendskab med kvartetten James, Sirius, Remus og Peter. Hun forsvarede ham dog flere gange over for de andre.
Lily var en af Albus Dumbledores mest loyale tilhængere, og tre gange stod de overfor Voldemort og undslap, omend med nød og næppe. Lily blev gift med James umiddelbart efter Hogwarts og det fik hende og Petunia til at skilles fra hinanden. Hun og James blev begge medlemmer af Fønixordenen. På trods af risikoen det indebar med modstanden overfor Voldemort fik de en søn, Harry James Potter.
Efter at Dumbledore blev bekendt med en profeti om at en dreng med kræfterne til at overvinde Mørkets Herre ville blive født når den syvende måned dør hen – Harry var én ud af to drenge, der passede på denne Profeti, den anden var Neville Longbottom – gik Lily og James under jorden på Dumbledores opfordring. Spådommen blev også overhørt af Severus Snape og brudstykker blev fortalt videre til Lord Voldemort, der dræbte Harrys forældre i forsøget på at ramme Harry selv. Lilys kærlighed til Harry og villighed til at ofre livet for ham vakte Gammel Magi til live, den stærkeste af alle: Kærlighed, og Harry overlevede Voldemorts forsøg på at slå ham ihjel.
Lily ses første gang i De Vises Sten med sin mand, foran Harry i Drømmespejlet.
Lily optræder anden gang i Flammernes Pokal sammen med James, Tom Gåde og Cedric Digory da hun kommer ud af Voldemorts tryllestav på kirkegården. Der siger hun at Harry er klar til at bryde Forbindelsen.
Lily optræder sidste gang i Dødsregalierne sammen med James, Sirius og Remus da de skal forberede Harry på hans falske død.
Hun bliver spiller af  Geraldine Sommerville  i Harry Potter og De Vises Sten. I Harry Potter og Flammernes Pokal spilles hun af Susie Shinner

### James Potter
James Fleamont Potter (født 27. marts 1960) var Harrys far, som døde da Harry var lidt over et år gammel. Han var søn af fuldblods magiker-forældre. Begge hans forældre døde inden starten på Harry Potter-bøgerne.
James blev på Hogwarts ven med de tre drenge Sirius Black, Remus Lupus og Peter Pettigrew, der alle hørte til Huset Gryffindor. Da James, Sirius og Peter opdagede at Remus var en varulv, besluttede de sig for hver især at blive Animaguser; James blev en kronhjort, når han forvandlede sig. De fire skabte også Røverkortet, hvorpå James er underskrevet som Krone.
James havde for vane altid at rode i sit i forvejen meget pjuskede hår. Han var Søger på Gryffindors Quidditch-hold, og sås derfor tit lege med sit Gyldne Lyn. James blev lun på den kønne og fornuftige Lily Evans, på deres femte semester. Lily blev let irriteret over deres drengestreger, der ofte handlede om at drille Severus Snape, og hun nægtede længe at tale med nogen fra firkløveret James, Sirius, Remus og Peter.
James er beskrevet som meget selvoptaget i 15-års alderen. Senere, i en alder af 17 år, blev James mere moden og han fik derfor Lily til at gå ud med sig. Efter deres tid på Hogwarts giftede James sig med Lily og de fik sønnen Harry James Potter.
James blev efterfølgende, sammen med Lily, medlem af den Originale Fønixorden. James var en af Albus Dumbledores mest loyale tilhængere, og tre gange stod de overfor Voldemort og undslap, omend med nød og næppe.
James og Lily skjulte Harrys opholdssted for Voldemort ved at gøre Peter Pettigrew til familiens Hemmelighedsvogter. Sirius Black blev først tilbudt at være hemmelighedsvogter for dem, men han afslog og foreslog Pettigrew i stedet, i den tro at Mørkets Herre ikke ville kunne gætte Vogterens identitet, hvis ikke det var Sirius. Desværre viste det sig at Pettigrew sluttede sig til Dødsgardisterne og han røbede hemmeligheden til Voldemort. Allehelgenesaften, den 31 oktober, kommer Voldemort hen til James og Lilys hus. James havde lige smidt sin tryllestav på sofaen da Voldemort kom; da råbte James: Lily skynd dig! Tag Harry med ovenpå! Det er Ham. Det var alt, han nåede at sige, før han blev slynget livløs tilbage i sofaen, død.
James ses første gang i De Vises Sten hvor han sammen med sin kone Lily bliver reflekteret i Drømmespejlet foran Harry.
James optræder senere i Flammernes Pokal hvor han sammen med Lily, Tom Gåde og Cedric Digory bliver frembragt ved Voldemorts Tryllestav på Kirkegården. Der fortæller han Harry at når forbindelsen mellem Voldemorts og hans Tryllestave bliver brudt skal han nå hen til Transitnøglen.
James optræder sidste gang i Dødsregalierne hvor han i Den Forbudte Skov sammen med Lily, Sirius og Remus skal give Harry mod på at gå sin falske død i møde.

### Mindre fremtrædende Potters
- Albus Severus Weasley Potter er næstældste barn af Harry og Ginny Potter, opkaldt efter Albus Dumbledore og Severus Snape, og efter harrys bedste vens familie navn Weasley. Bliver kaldt Al. Han har en storebror, James Sirius, og en lillesøster, Lily Luna.
- Charlus Ignotus Potter var gift med Dorea Black Potter.
- Dorea Black Potter var datter af Cygnus Black d. 1. og Violetta Bulstrode Black, gift med Charlus Potter.
- James Sirius Potter er ældste barn af Harry og Ginny Potter, opkaldt efter Harrys far og gudfar. Han har to yngre søskende, Albus Severus og Lily Luna.
- Lily Luna Potter er yngste barn af Harry og Ginny Potter, opkaldt efter Harrys mor og Luna Lovegood. Hun har to ældre brødre, James Sirius og Albus Severus.

## Familien Weasley
Familien Weasley er en familie af fiktive personer, der optræder i Harry Potter-universet. Ron Weasley er den mest fremtrædende i bøgerne, idet han er bedste venner med Harry Potter.

### Arthur Weasley
Arthur Septimus Weasley er søn af Septimus og Cedrella Weasley. Han mødte pigen Molly Prewett på Hogwarts, hvor de begge gik på Gryffindor og blev kærester. De blev gift kort efter de forlod skolen og Molly blev til Molly Prewett Weasley. De har sammen syv børn; seks drenge (Bill, Charlie, Percy, tvillingerne George, Fred og Ron) og en pige (Ginny). Ginny er den første pige der er født i familien i over hundrede år. Senere bliver Arthur Harrys og Hermiones svigerfar. Arthur har to brødre, hvis navne ikke kendes. 
Han beskrives som en høj tynd mand, med en vigende hårgrænse. Han har, som resten af familien, ildrødt hår. Han bor med sin kone og sine børn i Vindelhuset.
Arthur optræder første gang i Harry Potter og Hemmelighedernes Kammer da han kommer hjem efter en hård dag på jobbet i Ministeriet for Magi, hvor han arbejder i Afdelingen for Misbrug af Mugglergenstande, der beskæftiger sig med Mugglerting, som er blevet forhekset. Han er også leder af Kontoret for Detektion og konfiskation af Falske Defensiv Magi og Beskyttelses-objekter.
Arthur Weasley er meget interesseret i Mugglere og hans inderste ønske er at finde ud af hvordan fly holder sig i luften. Han benytter enhver lejlighed til at udspørge Harry om hvordan Mugglerting fungerer. Han har desuden en stor samling stikkontakter. Han har også forhekset familiens bil, en tyrkisblå Ford Anglia, så den kan flyve, samt givet den en Usynlighedsfunktion (som dog er noget ustabil) der gør den usynlig for nysgerrige Muggler-blikke. Det er denne bil Harry og Ron bruger til at komme til Hogwarts på deres andet skoleår.
Arthur er en af de første, der advarer Harry mod Sirius Black i Harry Potter og fangen fra Azkaban.
I Flammernes Pokal tager Hr. Weasley Harry, Hermione, Ginny, Ron, og tvillingerne med til Verdensmesterskaberne i Quidditch. Herved lærer han Harry om brugen af Transitnøgler, da verdensmesterskaberne er for stor en begivenhed til at alle bare kan teleportere ind og ud, som det passer dem. De ser kampene sammen med Arthurs kollega Amos Diggory og dennes søn Cedric, som Harry senere kommer til at dyste mod i kampen om Flammernes Pokal. 
I Harry Potter og Fønixordenen fortælles det, at Hr. Weasley er medlem af såvel den originale som den gendannede Fønixorden. Han bliver angrebet af Voldemort's slange Nagini, mens han patruljerer i Mysteriedepartementet. Harry, der er mentalt forbundet med Voldemort, ser det og får sendt hjælp af sted. Arthur bliver indlagt på Skt. Mungos Hospital for Magiske Kvæstelser, og kommer sig fuldstændigt efter angrebet.
Arthur Weasley er i Harry Potter og Dødsregalierne med i Slaget om Hogwarts hvor han mister sin ene søn, Fred Weasley.
Den engelske skuespiller Mark Williams spiller Arthur Weasley i filmene, hvor at Lars Thiesgaard er den danske stemme i den danske version.

### Molly Weasley
Molly Lucretia Prewett Weasley er gift med Arthur som hun mødte da de begge var elever på Hogwarts. De gik begge på Gryffindor og blev kærester. De har børnene Bill, Charlie, Percy, tvillingerne George og Fred, Ron og Ginny sammen, men Molly kommer også hurtigt til at betragte Harry som en søn af huset. 
Da Molly gik på Hogwarts, var hun en del af Gryffindor-kollegiet. Hun var også medlem af Horatio Schnobbevoms Vommeklub.
Fru Weasley blev født ind i fuldblodsfamilien Prewett og havde to brødre, Gideon og Fabian Prewett, der begge døde i den første krig mod Voldemort. Senere bliver hun svigermor til både Harry Potter og Hermione Granger.
Fru Weasley er en lille buttet dame med flammende rødt hår. Med sit elskværdige ansigt og væremåde udstråler hun varme og kærlighed, men hun har et heftigt temperament, når hun bliver tirret, og så er hun bestemt ikke til at spøge med. Ligesom sin mand har hun stor respekt for Albus Dumbledore.
Fru Weasley bor sammen med sin familie i Vindelhuset. Hun er en dygtig kok og mestrer også rengøring – kort sagt, en rigtig husmor. Da Hr. Weasley er eneforsørger, er økonomien ofte stram, hvilket på ingen måde forstyrrer glæden eller overskuddet i huset.
Hendes boggart forvandler sig til familien Weasleys medlemmer, der er døde, men også til Harry, der er død. Dette er forståeligt, da hun mistede sine brødre, da de blev dræbt i kampen mod Voldemort. 
Molly optræder første gang da hun og Ginny følger Ron, Fred, George og Percy til Perron 9 3/4 til HogwartsEkspressen i Harry Potter og De Vises Sten.
I Harry Potter og Fønixordenen fortælles det, at Fru Weasley er medlem af såvel den originale som den gendannede Fønixorden. Hun hører blandt dem der forsøger at skjule familiebåndene mellem Harry og Sirius Black for Harry, da hun som de fleste andre tror, at han er morder.
I Harry Potter og Dødsregalierne deltager hun i Slaget om Hogwarts. Her mister Molly en af sine sønner, Fred. Molly griber Bellatrix Lestrange i at forsøge at dræbe hendes datter Ginny, samt dennes veninder Luna og Hermione , hvorefter Molly dræber Bellatrix.
I filmene har den engelske skuespillerinde Julie Walters rollen som Molly.

### Bill Weasley
William Arthur “Bill” Weasley er den ældste søn af Arthur og Molly Weasley. Han er ansat i troldmandsbanken Gringotts, først i deres afdelling i Egypten og senere hjemme i England; han arbejder som Aktiehandler og Forbandelseshæver.
Første gang man ser Bill bliver han beskrevet med drageskindsstøvler og ørering. Han har, som resten af familien, ildrødt hår.
Under hendes besøg i England fik Bill til opgave at hjælpe Fleur Delacour med at lære engelsk. Under denne træning blev de to forelskede, og i Halvblodsprinsen er Fleur i gang med at planlægge deres bryllup, der bliver holdt i Dødsregalierne.
I kampen i slutningen af 6'eren bliver han overfaldt af Fenris Gråryg. Han bliver ikke Varulv han får bare nogle få men som fx at han har en lidt støre trang til kød.
De flytter ud i Muslingehytten og får børnene Victoire, Dominique og Louis. De huser en overgang de efterlyste venner Harry, Ron og Hermione. Bill er også med i Slaget om Hogwarts.

### Charlie Weasley
Charlie Hugo Weasley er den næstældste søn af Arthur og Molly Weasley. Da han var på Hogwarts var han anfører på Gryffindor's Quidditch-hold. Han var efter sigende så god at han kunne have spillet i Quidditchligaen. Efter han forlod Hogwarts tog han til Rumænien for at arbejde med drager.
Charlie har, som resten af familien, ildrødt hår. Når han ikke er i Rumænien bor han i Vindelhuset hos sin familie.
I Harry Potter og Flammernes Pokal kommer Charlie til Hogwarts med dragerne der var med i første opgave af Turneringen i Magisk Trekamp.
Charlie er med ved Slaget om Hogwarts i Harry Potter og Dødsregalierne.

### Percy Weasley
Percival Ignatius Weasley (født 22. august 1976) er den tredjefødte søn af Arthur og Molly Weasley. 
Percy er høj og ranglet og har ildrødt hår som resten af familien. Han er vejleder de to første år af Harrys tid på Hogwarts, og afslutter sin skolegang på Harrys tredje år hvor han bliver præfekt. Han tilhører lige som Harry, Ron og Hermione kollegiet Gryffindor. Han er en årgang kæreste med Ravenclaw-pigen Penelope Clearwater.
Percy optræder første gang i Harry Potter og De Vises Sten, da han sammen med sin familie er på vej mod Perron 9 3/4.
I Harry Potter og Flammernes Pokal arbejder han i Ministeriet for Magi som Personlig Assistent for Bartimeus Ferm Sr.
I Fønixordenen truer han med at forlade sin familie og gå med Ministeren for Magi, Cornelius Fudge, hvis de ikke vælger at udstøde Potter-Drengen. Da Hr. Ferm bliver myrdet bliver han forfremmet til Junior Assistent for Cornelius Fudge. I slutningen af bogen indser Percy at han har taget fejl af Harry Potter, og Percy deltager derfor i Slaget om Hogwarts. 
I seriens syvende og afsluttende kapitel Harry Potter og Dødsregalierne afsløres det i epilogen, at han er ansat på Hogwarts skole for heksekunster og troldmandskab. Han bliver gift med Audrey Weasley de får døtrene Molly og Lucy sammen.

### George Weasley
George Fabian Weasley (født 1. april 1978) er søn af Arthur og Molly Weasley. Han og hans bror Fred er enæggede tvillinger. Det vil sige at de ligner hinanden fuldstændigt så deres mor Molly Weasley ikke engang kan se forskel på dem. De er altid ude på skæg og ballade, når de ikke er baskere på Gryffindors Quidditchhold. På Hogwarts har George stor succes med sine Skulkeslik-pakker. Han og Fred har store drømme om at åbne en spøg og skæmt butik. Det får de hjælp til da Harry giver sine penge fra trekampen til dem; efter skolen starter tvillingerne en butik på Diagonalstræde som hedder 'Brødrene Weasley's Troldmandstricks.
George er meget loyal over for venner og familie, på trods af alle drillerierne. Han ikke går specielt meget op i hverken skole eller karakterer, men er dog i stand til udføre så kompliceret magi at selv Hermione bliver imponeret. Der er ofte kaos omkring ham og hans bror. De bringer sjældent andre i fare, selvom de ind i mellem udviser en vis skødesløshed, som ses i Harry Potter og Fønixordenen da de smider Slytherins Quidditch kaptajn Montague ind i et forsvindingskabinet; han dukker ikke op før flere uger senere i et toilet, hvilket senere i Harry Potter og Halvblodsprinsen afsløres at det nær havde kostet ham livet.
Vi ser første gang George på vej til Perron 9 3/4 på Kings Cross.
George mister sit ene øre ved en af Forbandelse, da han er en af de vagter der i Harry Potter og Dødsregalierne skal transportere Harry fra Ligustervænget over til Vindelhuset. Han er også med ved Slaget om Hogwarts.
Senere bliver han gift med Angelina Johnson – som var Freds skolekæreste – og de får børnene Roxanne og Fred – som er opkaldt efter sin døde onkel.

### Fred Weasley
Frederick Gideon Weasley (født 1. april 1978) er søn af Arthur og Molly Weasley. Han og hans bror George er enæggede tvillinger. Det vil sige at de ligner hinanden fuldstændigt så deres mor Molly Weasley ikke engang kan se forskel. De er altid ude på skæg og ballade, når de ikke er baskere på Gryffindors Quidditchhold. George og han har store drømme om at åbne en spøg og skæmt butik. Det får de hjælp til da Harry giver sine penge fra trekampen til dem; efter skolen starter tvillingerne en butik på Diagonalstræde som hedder Brødrene Weasley's Troldmandstricks.
Fred er meget loyal over for venner og familie, på trods af alle drillerierne. Han ikke går specielt meget op i hverken skole eller karakterer, men er dog i stand til udføre så kompliceret magi at selv Hermione bliver imponeret. Der er ofte kaos omkring ham og hans bror. De bringer sjældent andre i fare, selvom de ind i mellem udviser en vis skødesløshed, som ses i Harry Potter og Fønixordenen da de smider Slytherins Quidditch kaptajn Montague ind i et forsvindingskabinet; han dukker ikke op før flere uger senere i et toilet, hvilket senere i Harry Potter og Halvblodsprinsen afsløres at det nær havde kostet ham livet.
Fred ses første gang på vej til Perron 9 3/4 på Kings Cross.
Han er en af de vagter der i Harry Potter og Dødsregalierne skal transportere Harry fra Ligustervænget over til Vindelhuset. Han er også med ved Slaget om Hogwarts, hvor han mister livet da dødsgardisten Augustus Rookwood kaster en forbandelse der får noget til at eksplodere. Freds skolekæreste på Hogwarts Angelina Johnson, bliver gift med George i stedet, fordi Fred dør.

### Ron Weasley
Ronald Bilius Weasley (født 1. marts 1980) er den yngste søn af Arthur og Molly Weasley. Han er bedste ven med Harry og Hermione og optræder i alle bøgerne. 
Ron hjælper Harry med mange ting sammen med Hermione og Harry optræder de i mange farlige eventyr sammen.
Ron har seks søskende: Fem storebrødre og en lillesøster: Bill/Williams, Charlie, Percy, de frække tvillinger Fred og George og lillesøster Ginny/Ginevra som bliver gift med Harry.
Efter Voldemorts død gifter han og Hermione sig, og de får datteren Rose og sønnen Hugo.
Rupert Grint spiller rollen som Ron Weasley

### Ginny Weasley
Ginevra Molly Weasley (født  11. august 1981) er det yngste barn og eneste datter af Arthur og Molly Weasley. Som sine søskende har hun knaldrødt hår og fregner. Hun er den eneste pige, som er født ind i familien i mange år.
I Harry Potter og De Vises Sten introduceres Ginny på Perron 9 3/4; hun er ikke startet på Hogwarts endnu, men alligevel får man tydeligt indtryk af hendes beundring af Harry Potter, da hun straks vil op i Hogwartsekspressen og se ham.
Senere, på Ginnys første år, i Harry Potter og Hemmelighedernes Kammer, finder vi ud af, at hun nærmest er forelsket i Harry. Hun bliver placeret på kollegiet Gryffindor, som er et kollegie for de heltemodige, trofaste og samtidig også flittige og lærevillige. Dette kommer dog ikke som en overraskelse, da alle fra Weasley-familien er kommet på Gryffindor.
Dette år spiller hun en stor rolle, og da hun finder en dagbog, som Lucius Malfoy meget 'belejligt' har smuglet ned i hendes skolesager, bliver hun meget vigtig for resten af plottet, også i de senere bøger. Det viser sig at være Romeo Gåde Detlev, der er indehaver af denne dagbog og gennem den får han, i takt med at året går, mere og mere magt over hende, sådan at han efter et stykke tid er i stand til at overtage hendes krop og sind. Derfor begynder hun bl.a. at dræbe Hagrids haner for at skrive med deres blod på væggene, at Hemmelighedernes Kammer er blevet åbnet. Gennem hende bruger Detlev også Basilisken til at angribe Madam Norris, Justin, Nick, Colin, Penelope og Hermione; den ender med også at være tæt på at slå Ginny ihjel, da hun senere bliver fanget dybt nede under Hogwarts i Hemmelighedernes Kammer. Harry og Ron formår dog at redde hende fra selv samme Romeo Gåde Detlev alias Lord Voldemort.
I Harry Potter og Fangen fra Azkaban er Ginny igen med, men denne gang har hun så godt som ingen betydning for plottet.
I Harry Potter og Flammernes Pokal er hun heller ikke så meget med, men man kan mærke, at hendes forelskelse i Harry er ved at forsvinde, og at hun er blevet lidt mere moden. 
I Harry Potter og Fønixordenen er Ginny blevet en ældre og meget populær pige blandt drengene. Hun er så godt som kommet over den "forelskelse", hun havde i Harry fra de tidligere bøger. I slutningen af bogen har hun haft et par kærester.
I Harry Potter og Halvblodsprinsen hører man om, at hun stort set bare vælger og vrager blandt drengene. Der er for alvor en stor kontrast til den nervøse pige hun tidligere optræder som. På Hogwarts fanger Ron og Harry Ginny i et heftigt kys med en dreng ved navn Dean Thomas, som går på deres årgang. Ron bliver ekstremt rasende, da Ginny siger, at hun bare gør, hvad hun selv vil. Derefter går Harry rundt i en skjult forelskelse i Ginny resten af året, men tør ikke gøre noget ved det, da han er splittet i valget mellem Ginny som kæreste og Ron som ven. Efter en masse oplevelser på Hogwarts finder Harry og Ginny dog til sidst sammen, men det varer ikke længe, bl.a. pga. Albus Dumbledore's død. Harry slår op med hende fordi han er bange for at Voldemort vil komme efter hende, hvis han opdager hendes og Harry's forhold. Ginny viser gode egenskaber inden for Quidditch, da hun har spillet med sine ældre brødre, siden hun var lille, og hun kommer på Gryffindors quidditchhold. Hun ender med at bliver søger til finalekampen, da Harry ikke har mulighed for at spille, pga. Snape, som har givet ham eftersidning.
I Harry Potter og Dødsregalierne er Ginny igen en meget vigtig del, selvom hun kun er med i starten og slutningen. Harry tænker meget på hende i løbet af bogen, hvilket viser at han stadig har følelser for hende. Hun er med i kampen på Hogwarts, hvor hun næsten bliver slået ihjel af Bellatrix Lestrange. 
I epilogen, nitten år senere, er hun gift med Harry og de har tre børn, James Sirius (efter Harrys far og gudfar) Albus Severus (efter Albus Dumbledore og Severus Snape) og Lily Luna (efter Harrys mor og Luna Lovegood). Hun er nu Quidditch spiller for Holyhead Harpies og Quidditch-Reporter for Profettidende.

### Mindre fremtrædende Weasleys
- Albus Severus Potter er næstældste barn af Harry og Ginny Potter. Han har en storebror, James Sirius, og en lillesøster, Lily Luna.
- Audrey Weasley bliver gift med Percy Weasley, og de får børnene Molly Audrey Weasley og Lucy Audrey Weasley.
- Barny Weasley er i virkeligheden Harry Potter i forklædning som en rødhåret Muggler-dreng. Han optræder kun i Dødsregalierne.
- Bilius Weasley er onkel til Ginny, Ron, Fred, George, Percy, Charlie og Bill Weasley. Hans navn optræder i Dødsregalierne, dog optræder han ikke selv. Det er ham, Ron har fået sit mellemnavn fra.
- Cedrella Black Weasley er farmor til Ginny, Ron, Fred, George, Percy, Charlie og Bill Weasley. Hun er mor til Arthur Weasley og hans to brødre, og er gift med Septimus Weasley.
- Dominique Delacour Weasley er næstældste barn af Bill og Fleur Weasley. Hun har en ældre søster, Victoire, og en yngre bror, Louis.
- Fred Johnson Weasley er barn af George og Angelina Weasley. Han har en yngre søster, Roxanne.
- Hugo Granger Weasley er det andet barn af Ron og Hermione Weasley. Han har en ældre søster, Rose.
- James Sirius Weasley Potter er det ældste barn af Harry og Ginny Potter. Han har to yngre søskende, Albus Severus og Lily Luna.
- Lily Luna Weasley Potter er det yngste barn af Harry Potter og Ginny Weasley. Hun har to ældre brødre, James Sirius og Albus Severus.
- Louis Delacour Weasley er yngste barn af Bill og Fleur Weasley. Han har to ældre søstre, Victoire og Dominique.
- Lucy Audrey Weasley er det yngste barn af Percy og Audrey Weasley. Hun har en ældre søster, Molly Audrey.
- Molly Audrey Weasley er det ældste barn af Percy og Audrey Weasley. Hun har en yngre søster, Lucy.
- Muriel Weasley (født 1890) er Molly Weasleys grandtante. Hun ligner en olm flamingo og er en meget "stille" person. Hun er med til Bill og Fleurs bryllup, hvor hun ikke har nogen hæmninger når hun taler; hun fortæller at Hermione har tynde ankler og George har asymmetriske ører (hvilket George giver igen ved at kalde hende "gamle krage"). Hun tilbyder Fleur sin tiara, lavet af nisser, til brylluppet, og tilbyder sit hus til sikkerhedshus til Fønixordenen i ly for Dødsgardisterne, selvom hele familien Weasley skal flytte ind. Muriel er en god kysser og bor i nærheden Vindelhuset på Ottery St. Catchpole. I bøgerne optræder hun i Halvblodsprinsen og Dødsregalierne. Hun er med i filmen Harry Potter og Dødsregalierne - del 1, hvor hun spilles af Matyelok Gibbs.
- Rose Granger Weasley (kaldet Rosie) er det første barn af Ron og Hermione Weasley. Hun har en yngre bror, Hugo. Rosie beskrives som klog (som sin mor) og optræder kun i Harry Potter og Dødsregalierne, hvor hun skal starte på Hogwarts.
- Roxanne Johnson Weasley er barn af George og Angelina Weasley. Hun har en ældre bror, Fred.
- Septimus Weasley er farfar til Ginny, Ron, Fred, George, Percy, Charlie og Bill Weasley. Han er far til Arthur Weasley og hans to brødre, og er gift med Cedrella.
- Tessie Weasley er grand-tante til Ginny, Ron, Fred, George, Percy, Charlie og Bill Weasley. Hendes navn optræder i Harry Potter og Flammernes Pokal, dog optræder hun ikke selv.
- Victoire Delacour Weasley er ældste barn af Bill og Fleur Weasley. Hun har to yngre søskende, Dominique og Louis. I Harry Potter og Dødsregalierne – 19 år efter, bliver det nævnt, at hun står og kysser med Teddy Remus Lupus – som er Harrys gudsøn og Nymphadora Tonks og Remus Lupus søn.